# Lamponella beaury
Lamponella beaury is een spinnensoort uit de familie Lamponidae. De soort komt voor in Queensland en New South Wales.